# Shahabaz Aman

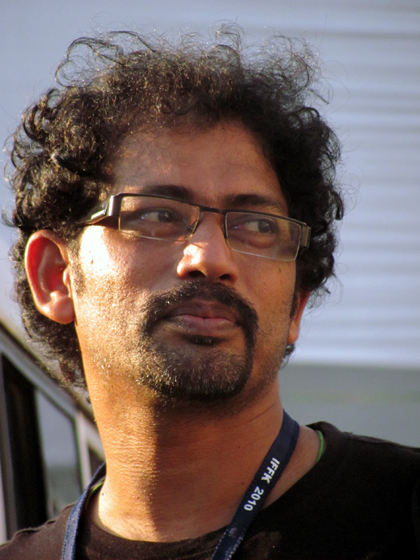
Shahabaz Aman

Shahabaz Aman (Malappuram, 19 juli 1965) is een Indiase playbackzanger, zanger van ghazals en componist van filmmuziek. voor Malayalam-films. Hij heeft opgetreden in India en landen aan de Perzische Golf.

## Onderscheidingen
- 2013 – TTK Prestige-Vanitha Film Awards – Beste mannelijke zanger – Kaayalinarike ...(Annayum Rasoolum 2012)[3]

## Filmcomponist
| Jaar | Film                          | Regisseur            | Opmerkingen                      |
| ---- | ----------------------------- | -------------------- | -------------------------------- |
| 2007 | Paradesi                      | P. T. Kunju Muhammed | Mede-componist: Ramesh Narayan   |
| 2011 | Indian Rupee                  | Ranjith              |                                  |
| 2012 | Spirit                        | Ranjith              |                                  |
| 2012 | Shutter                       | Joy Mathew           | Liedje: "Ee Raathriyil"          |
| 2013 | Rose Guitarinaal              | Ranjan Pramod        |                                  |
| 2013 | Kadal Kadannu Oru Maathukutty | Ranjith              |                                  |
| 2014 | Njan Steve Lopez              | Rajeev Ravi          |                                  |
| 2014 | Balyakala Sakhi               | Pramod Payyannur     | Liedje: "Aa Nammalu Kandeelenna" |

## Playbackzanger
- Chaanthu Kudanjoru ... (Chaanthu Pottu 2005);
- Kuyilukale Thuyilunaroo...  (Oruvan 2006);
- Ishtamalle Ishtamalle ...(Chocolate 2007);
- Enthorishtamanu Enikku ...(Parunthu 2008);
- Anuraagamaay ... (Pakal Nakshathrangal 2008);
- Sundara Swapnathil ... (Ali Imran 2009);
- Mele Mohavaanam ... (Da Thadiya);
- Allaahu ... (Baavuuttiyude Naamathil 2012);
- Kaayalinarike ... (Annayum Rasoolum 2012);
- Kandu Randu Kannu ... (Annayum Rasoolum 2012);
- Zamilooni ... (Annayum Rasoolum 2012);
- Ee Raathriyil ... (Shutter 2013);
- Ee Kaattilum ... (Rose Guitarinaal 2013);
- Kizhakku Kizhakku ... (Daivathinte Swantham Cleetus 2013);
- Manassin Thinkale...(Vikramadithyan 2014);
- Oru Mezhuthiriyude ... (Vishudhan 2013);[4]
- Pathemari ... (Pathemari 2015);
- Aa Nammalu Kandeelenna ... (Balyakala Sakhi);

## Gedeeltelijke discografie
- Sajnee, Millenium Audios, 2011